# Saint-Antoine (Doubs)
Saint-Antoine település Franciaországban, Doubs megyében. Lakosainak száma 309 fő (2022. január 1.). Saint-Antoine Malbuisson, Fourcatier-et-Maison-Neuve, Labergement-Sainte-Marie, Longevilles-Mont-d’Or, Métabief és Touillon-et-Loutelet községekkel határos.

## Népesség
A település népessége az elmúlt években az alábbi módon változott:
| Lakosok száma | 154  | 197  | 243  | 278  | 331  | 336  | 339  | 341  | 330  | 309  |
|               | 1968 | 1982 | 1990 | 2006 | 2013 | 2015 | 2017 | 2019 | 2020 | 2022 |